# Matthias Rohr
Matthias Rohr (* 13. April 1980 in Heidelberg) ist ein ehemaliger deutscher Handballspieler.

## Sportliche Laufbahn
Rohr begann das Handballspielen mit sieben Jahren bei dem Turnerbund Germania 1890 Reilingen. 1997 wechselte Rohr als A-Jugendlicher zur TSG Kronau. Ab 1998 absolvierte Rohr 50 Länderspiele für den Deutschen Handballbund im Jugend- und Juniorenbereich. 2001 belegte Rohr den fünften Platz bei der Junioren-Weltmeisterschaft in der Schweiz. Zudem spielte Rohr 2001 in Balingen im Rahmen eines Vier-Länder-Turniers für die deutsche Männer-Handballnationalmannschaft. Mit Kronau stieg er von der Oberliga über die Regionalliga bis in die 2. Bundesliga auf. Rohr war Teil der Meistermannschaft der SG Kronau Östringen, den heutigen Rhein-Neckar Löwen, die 2003 erstmals den Sprung in die 1. Bundesliga schaffte. 2004 wechselte er innerhalb der 1. Handball-Bundesliga zur SG Wallau-Massenheim. Ein Jahr später spielte der Rückraumspieler beim Zweitligisten TSG Ludwigsburg-Oßweil. Nach überstandener Verletzung folgte 2006 der Schritt zurück in die Heimat zum Zweitligisten HG Oftersheim/Schwetzingen.

## Berufliche Laufbahn
Nach dem Abitur 1999 am Carl-Theodor-Gymnasium in Schwetzingen, absolvierte Rohr seinen Wehrdienst bei der Sportfördergruppe in Bruchsal. Ab 2001 studierte Rohr Betriebswirtschaftslehre an der Universität Mannheim und der Fachhochschule Ludwigshafen. Nach dem Diplom 2007 arbeitete er vier Jahre als Steuerberater bei KPMG. Seit 2011 arbeitet Rohr als Geschäftsführer bei Moore TK in Mannheim.

## Privates
Rohr hat einen Sohn und lebt in Wiesloch.